# سليمان بن طرخان التيمي
سليمان بن طرخان التيمي أبو المعتمر البصري (46 هـ - 143 هـ)، تابعي، وراوي حديث نبوي من الثقات، وأحد الحُفّاط، روى له الجماعة أصحاب الكتب الستة.

## سيرته
سليمان بن طرخان التيمي، وكنيته أبو المعتمر، ليس من بني تيم، ولكنه تربى في منازلهم فنُسب إليهم، سكن البصرة، وكان من العباد المجتهدين يصلي صلاة الفجر بوضوء صلاة العشاء، أي أنه لا ينام بل يقوم الليل. وهو أبو معتمر بن سليمان الفقيه المُحدّث. وقال محمد بن سعد البغدادي عنه: «من العباد المجتهدين، كثير الحديث، ثقة، يصلي الليل كله بوضوء عشاء الآخرة، وكان هو وابنه يدوران بالليل في المساجد، فيصليان في هذا المسجد مرة، وفي هذا المسجد مرة، حتى يصبحا.»
وقال حماد بن سلمة: ما أتينا سليمان التيمي في ساعة يطاع فيها الله، إلا وجدناه مطيعا، إن كان في ساعة صلاة وجدناه مصليا، وإن لم تكن ساعة صلاة، وجدناه إما متوضئا، أو عائدا مريض، أو مشيعا لجنازة، أو قاعدا في المسجد.
وكان سليمان إمام مسجد بالبصرة، وكان يذم القدرية فيقول: «أما والله لو كشف الغطاء لعلمت القدرية أن الله ليس بظلام للعبيد». توفي سليمان التيمي بالبصرة في ذي القعدة سنة 143 هـ وهو ابن سبع وتسعين سنة.

## عبادته
ورد في سيرته الكثير من الروايات عن كثرة عبادته، وفعن معتمر بن سليمان قال: «مكث أبي أربعين سنة يصوم يومًا، ويفطر يومًا، ويصلي صلاة الفجر بوضوء عشاء الآخرة.»، وأنه كان إذا حدّث عن النبي محمد تغير لونه، قال حماد بن سلمة: «ما أتينا سليمان التيمي في ساعة يطاع الله فيها إلا وجدناه مطيعًا، وكنا نرى أنه لا يحسن يعصي الله.» وقال: «لم يضع سليمان التيمي جنبه بالأرض عشرين سنة»، وكان يحيى بن معين يقول: «ما جلست إلى رجل أخوف لله منه.»
وقال سليمان لابنه عند موته: «يا معتمر حدثني بالرخص لعلي ألقى الله وأنا حسن الظن به.»

## روايته للحديث النبوي
- روى عن: أسلم العجلي، وأنس بن مالك وبركة أبي الوليد، وبكر بن عبد الله المزني، وثابت البناني، والحسن البصري، وأبي علي حسين بن قيس الرحبي، والحضرمي بن لاحق، وخالد الأثبج، وخداش العبدي، والربيع بن أنس، ورقبة بن مصقلة، وسعيد بن أبي الحسن البصري، وسعيد القيسي، وسليمان الأعمش، والسميط السدوسي، وأبي حاجب سوادة بن عاصم العنزي، وأبي المنهال سيار بن سلامة، وسيار الشامي، وأبي السليل ضريب بن نقير، وطاووس بن كيسان، وطلق بن حبيب العنزي، وعبد الرحمن بن آدم صاحب السقاية، وغنيم بن قيس، وقتادة بن دعامة، وقيس بن هبار، ومعبد بن هلال، وعبد الملك بن عمير وعطاء بن السائبو، ونعيم بن أبي هند، ولاحق بن حميد، ويحيى بن يعمر، ويزيد بن عبد الله بن الشخير، وأبي إسحاق السبيعي، وأبي بكر بن أنس بن مالك، وأبي تميمة الهجيمي، وأبي عثمان النهدي، وأبي عثمان وليس بالنهدي، وأبي عمرو، وأبي عمران الجوني، وأبي نضرة العبدي، وأسماء بنت يزيد القيسية البصرية، ورميثة،[5] ويحيى بن عباد الأنصاري.[6]
- روى عنه: إبراهيم بن سعد، وأسباط بن محمد، وإسماعيل بن علية، وجرير بن عبد الحميد، وحفص بن غياث، وحماد بن سلمة، وحيان، وخالد بن عبد الله، وزائدة بن قدامة الثقفي، وزهير بن معاوية، والسري بن يحيى، وسعير بن الخمس، وسفيان الثوري، وسفيان بن حبيب، وسفيان بن عيينة، وسليم بن أخضر، وسيف بن هارون، وشعبة بن الحجاج، وأبو عاصم الضحاك بن مخلد النبيل، وأبو زبيد عبثر بن القاسم، وعبد الله بن المبارك، وعبد الوارث بن سعيد، وعلي بن عاصم الواسطي، وعمران القطان، وعيسى بن يونس، وأبو همام محمد بن الزبرقان الأهوازي، ومحمد بن عبد الله الأنصاري، ومحمد بن أبي عدي، ومحمد بن فضيل، ومروان بن معاوية الفزاري، ومعاذ بن معاذ العنبري، وابنه معتمر بن سليمان، وهشيم بن بشير، وهوذة بن خليفة، ويحيى القطان، ويزيد بن زريع، ويزيد بن سفيان بن عبيد الله بن رواحة البصري، ويزيد بن هارون، ويوسف بن يعقوب الضبعي، وأبو إسحاق الشيباني، وأبو بكر بن عياش المقرئ، وأبو خالد الأحمر، وأبو زيد الأنصاري النحوي، وأبو شهاب الحناط، وأبو مودود البصري.[7]
- الجرح والتعديل: قال علي بن المديني: «له نحو مئتي حديث.»، وقال شعبة بن الحجاج: «ما رأيت أحدا أصدق من سليمان التيمي، كان إذا حدث عن النبي ﷺ تغير لونه.»، وقال أحمد بن حنبل: «ثقة، وهو في أبي عثمان أحب إلي من عاصم الأحول.»، وقال العجلي: «تابعي ثقة، وكان من خيار أهل البصرة.»، ووثقه أيضًا يحيى بن معين والنسائي ومحمد بن سعد البغدادي. وروى له الجماعة أصحاب الكتب الستة.[8] وقال سفيان الثوري:[1] | سليمان بن طرخان التيمي | حفاظ البصريين ثلاثة: سليمان التيمي، وعاصم الأحول، وداود بن أبي هند، وعاصم أحفظهم. | سليمان بن طرخان التيمي |

## وصلات خارجية
- وصية سليمان بن طرخان التيمي لابنه المعتمر، موقع الكلم الطيب.